# 佐藤正 (実業家)
佐藤 正（さとう ただし、1959年1月12日 - ）は、日本の実業家。元JALUX取締役常務執行役員、元JALUXエアポート社長、元JALUX ASIA等海外関連会社社長

## 人物・経歴
1981年3月高千穂商科大学（現高千穂大学）商学部卒業後、1981年4月日航商事株式会社（現JALUX）入社。 食品企画販売部部長、加工食品部部長を経て、2012年4月JALUXエアポート代表取締役社長に就任する。その後、2014年1月JALUX顧問、2014年6月取締役常務執行役員、2015年4月常務執行役員フーズ・ビバレッジ事業本部長となり、2016年4月執行役員体制では執行役員社長特命事項担当となるが、2016年6月まで取締役を務めた。同年、JALUX ASIAおよび海外関連会社5社の代表取締役社長に就任した。